# Bluffdale
Bluffdale est une municipalité américaine située dans le comté de Salt Lake en Utah. Lors du recensement de 2010, sa population est de 7 598 habitants.
La localité accueille l'Utah Data Center, un centre de stockage de données de la National Security Agency,.

## Géographie
Bluffdale est située au sud de Salt Lake City.
La municipalité s'étend sur 10,22 milles carrés (26,47 km2).

## Histoire
Jens et Rise Madsen sont considérés comme les premiers habitants de la localité, s'installant sur la rive est de la Jordan en 1862. Le premier bureau de poste local ouvre en 1888 ; il porte cependant le nom de Mousley — en l'honneur d'un évêque de l'Église mormone — pour éviter toute confusion avec Bluff (Utah). Bluffdale devient une municipalité en octobre 1978, après avoir envisagé de fusionner avec la ville voisine de Riverton.

## Démographie
La population de Bluffdale est estimée à 13 484 habitants au 1er juillet 2017.
| Groupe          | Bluffdale (2016) | Utah (2017) | États-Unis (2017) |
| --------------- | ---------------- | ----------- | ----------------- |
| Blancs          | 96,0             | 90,9        | 76,6              |
| Métis           | 3,3              | 2,5         | 2,7               |
| Afro-Américains | 0,5              | 1,4         | 13,4              |
| Asiatiques      | 0,1              | 2,6         | 5,8               |
|                 |                  |             |                   |
| Hispaniques     | 5,3              | 7,0         | 18,1              |

Le revenu par habitant était en moyenne de 30 033 dollars par an entre 2012 et 2016, au-dessus de la moyenne de l'Utah (25 600 dollars) et de la moyenne nationale (29 829 dollars). Sur cette même période, 5,4 % des habitants de Bluffdale vivaient sous le seuil de pauvreté (contre 10,2 % dans l'État et 12,7 % à l'échelle des États-Unis).